# Cheri DiNovo

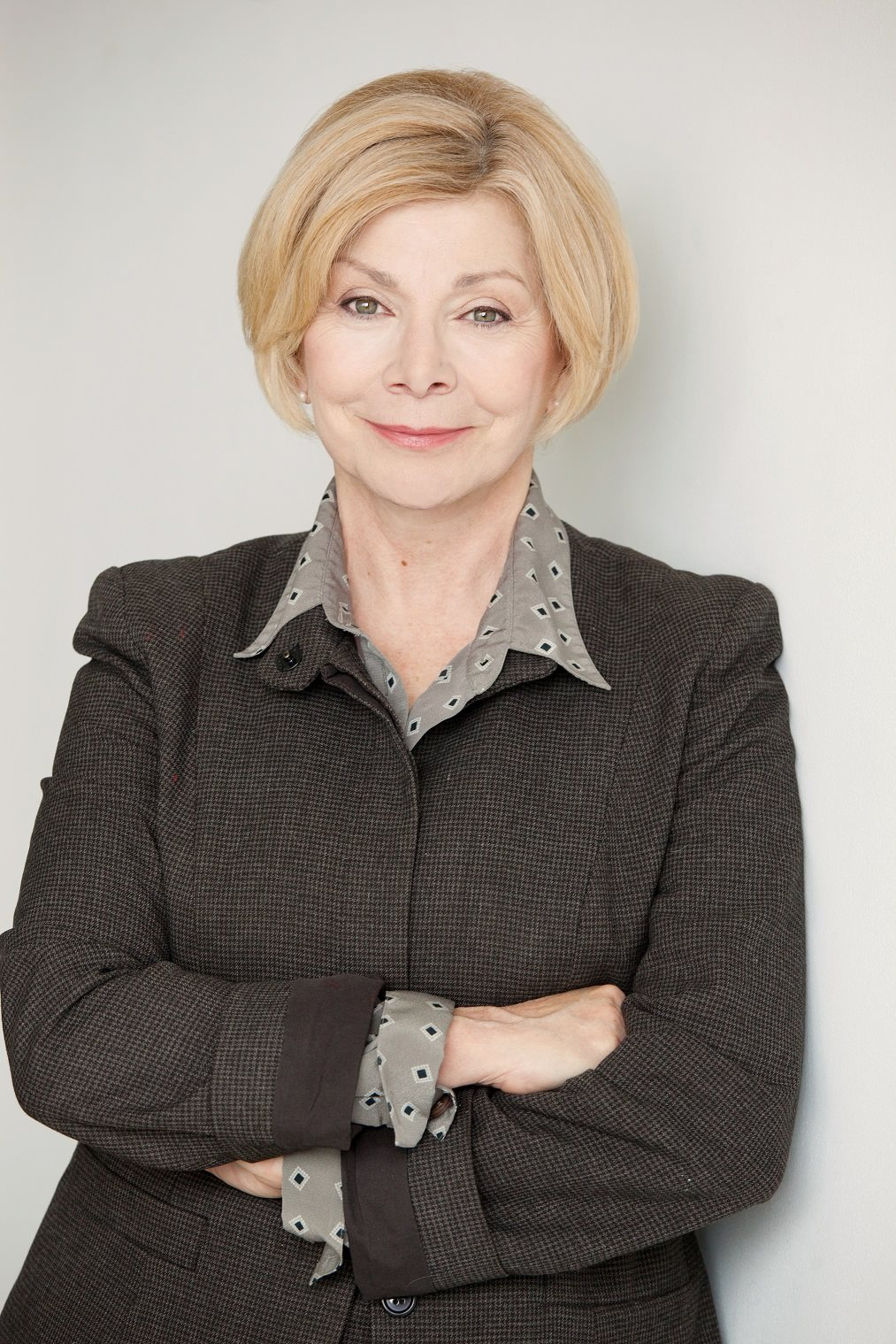
Cheri DiNovo 2015

Cheri DiNovo (* 1951 in Toronto, Kanada) ist eine kanadische Pfarrerin und Politikerin. Von 2006 bis 2017 war sie als Mitglied der Ontario New Democratic Party Abgeordnete der Legislativversammlung von Ontario für den Wahlkreis Parkdale–High Park in Toronto. Ihr wird die Durchführung der ersten gesetzlich anerkannten gleichgeschlechtlichen Ehe in Kanada zugeschrieben.

## Frühes Leben
DiNovo wurde in Toronto geboren und wuchs in der Stadt auf. Nachdem ihr Vater an einem Lungenemphysem gestorben war und ihr Stiefvater Selbstmord beging, war sie vier Jahre lang obdachlos.
Anfang der 1970er Jahre besuchte sie der York University. Sie verließ die Universität ohne Abschluss und arbeitete mehrere Jahre in der Personalbeschaffung für Unternehmen. 1988 traten sie und ihr Mann Don Zielinski der Vereinigten Kirche von Kanada bei. Kurz darauf kehrte sie an die York University zurück, um ihr Studium abzuschließen. 1992 kam Zielinski bei einem Motorradunfall ums Leben. 1995 erwarb sie einen Masterabschluss in Theologie an der University of Toronto. Ende der 1990er Jahre wurde sie Pfarrerin der Emmanuel-Howard Park Kirche in Toronto. Sie war die erste bisexuelle Frau, die Pfarrerin der Vereinigten Kirche wurde. Im Jahr 1999 heiratete sie den Collegeprofessor Gil Gaspar. Im Jahr 2002 erhielt sie einen Doktortitel in Theologie von der University of Toronto.
Von 2000 bis 2006 moderierte sie eine wöchentliche religiöse Radiosendung beim Torontoer Radiosender CIUT-FM. Nach ihrem Rückzug aus der Politik im Jahr 2017 nahm sie die Sendung wieder auf. Im Jahr 2006 gewann ihr Buch Qu(e)erying Evangelism: Growing a Community from the Outside In einen Lambda Literary Award.

## Politische Karriere
Im Jahr 2006 war DiNovo der Kandidat der Ontario New Democratic Party für die Nachwahl im Wahlkreis Parkdale–High Park. Sie besiegte den Direktor der Canadian Arab Federation (Kanadische Arabische Föderation), Mohamed Boudjenane, und wurde Kandidatin der Partei. Sie gewann die Nachwahl mit 41,04 % der Stimmen und wurde in die Legislativversammlung von Ontario gewählt. Während ihrer ersten Amtszeit setzte sie sich für eine Erhöhung des Mindestlohns und eine Senkung der Wohnkosten ein.
Bei der Provinzwahl 2007 wurde sie mit einem verbesserten Stimmenergebnis von 44,63 % wiedergewählt. Während ihrer zweiten Amtszeit schlug sie viele Gesetze vor. Dazu gehörten Schutzmaßnahmen für Radfahrer, Antidiskriminierungsgesetze und die Einführung eines Gedenktages für den Holodomor am 15. November.
Im Jahr 2008 galt sie als mögliche Kandidatin für den Vorsitz der Ontario New Democratic Party, nachdem deren Vorsitzender Howard Hampton zurückgetreten war. Sie lehnte es ab, als Kandidatin aufzutreten und unterstützte stattdessen Peter Tabuns als Vorsitzenden. Tabuns unterlag beim Parteitag 2009 Andrea Horwath.
Bei der Provinzwahl 2011 wurde sie erneut wiedergewählt. Ein zentrales Thema ihres Wahlkampfes war das Projekt, die Toronto Union Station per Bahn mit dem Flughafen Toronto-Pearson zu verbinden. Obwohl sie das Projekt unterstützte, äußerte sie Bedenken hinsichtlich der Umweltauswirkungen. Sie lehnte den Vorschlag der Ontario Liberal Party ab, Dieselzüge auf der Strecke einzusetzen.
Bei der Provinzwahl 2014 wurde sie ein letztes Mal wiedergewählt. Im Jahr 2015 schlug sie erfolgreich ein Gesetz vor, das die Konversionstherapie in Ontario verbietet. Im Jahr 2016 brachte sie erfolgreich ein Gesetz ein, das die Anerkennung Posttraumatische Belastungsstörung als Arbeitsunfall ermöglicht.
Nachdem die föderale Neue Demokratische Partei bei der Kanadische Unterhauswahl 2015 schlecht abgeschnitten hatte, lehnte DiNovo die Fortsetzung des Parteivorsitzes durch Tom Mulcair ab. Sie kritisierte ihn dafür, dass er die sozialistischen Prinzipien der Partei aufgegeben habe. Nachdem Mulcair von den Parteimitgliedern als Vorsitzender abgewählt worden war, kandidierte sie 2017 für den Parteivorsitz. Sie beendete ihre Kampagne, nachdem sie zwei Schlaganfälle erlitten hatte, und entschied sich, Niki Ashton zu unterstützen. Ashton belegte beim Parteitag 2017 den vierten Platz und Jagmeet Singh wurde Parteivorsitzender.
2017 gab DiNovo bekannt, dass sie bei den Provinzwahl 2018 nicht zur Wiederwahl antreten werde. Sie gab ihren Sitz in der Legislativversammlung von Ontario Ende 2017 auf.

## Schriften
- The Queer Evangelist. ISBN 978-1771124898
- Qu(e)erying Evangelism: Growing a Community From the Outside In. ISBN 978-0829816877